# Oliver Heaviside
Oliver Heaviside (Londres, 18 de maig de 1850 - Torquay, 3 de febrer de 1925) fou un físic i matemàtic britànic.

## Vida i Obra
Malgrat tenir bons resultats escolars, va marxar de l'escola a l'edat de setze anys i es va fer operador de telègraf. Tanmateix va continuar estudiant i, el 1872, mentre treballava com a cap operador a Newcastle-upon-Tyne, va començar a publicar els seus resultats d'investigació en electricitat.
Va reformular i simplificar les equacions de Maxwell sota la seva forma actual utilitzada en càlcul vectorial. Entre 1880 i 1887 va desenvolupar el càlcul operacional, un mètode per resoldre equacions diferencials transformant-les en equacions algebraiques ordinàries, fet que provocà molta controvèrsia quan el va introduir per primera vegada, a conseqüència d'una manca de rigor en la utilització de la derivació.
El 1887, va suggerir que s'haurien d'afegir bobines d'inducció al cable telefònic transatlàntic per tal de corregir la distorsió que sofrien les transmissions. Per raons polítiques, el seu suggeriment no es va tenir en compte. El 1902 predigué l'existència de capes atmosfèriques conductores per a les ones ràdio que els permetrien seguir la curvatura de la terra; aquesta capa va ser coneguda durant un temps com a capa de Kennelly-Heaviside, abans de rebre formalment la denominació de ionosfera el 1950 del nom d'Arthur Kennelly, físic nord-americà que va tenir la mateixa intuïció que ell. Edward Appleton les va detectar finalment el 1925.
Heaviside també desenvolupà la funció esglaó (avui anomenada de Heaviside) i va estudiar la propagació dels corrents elèctrics als conductors.
Els darrers anys de la seva vida el seu comportament es va tornar molt excèntric.

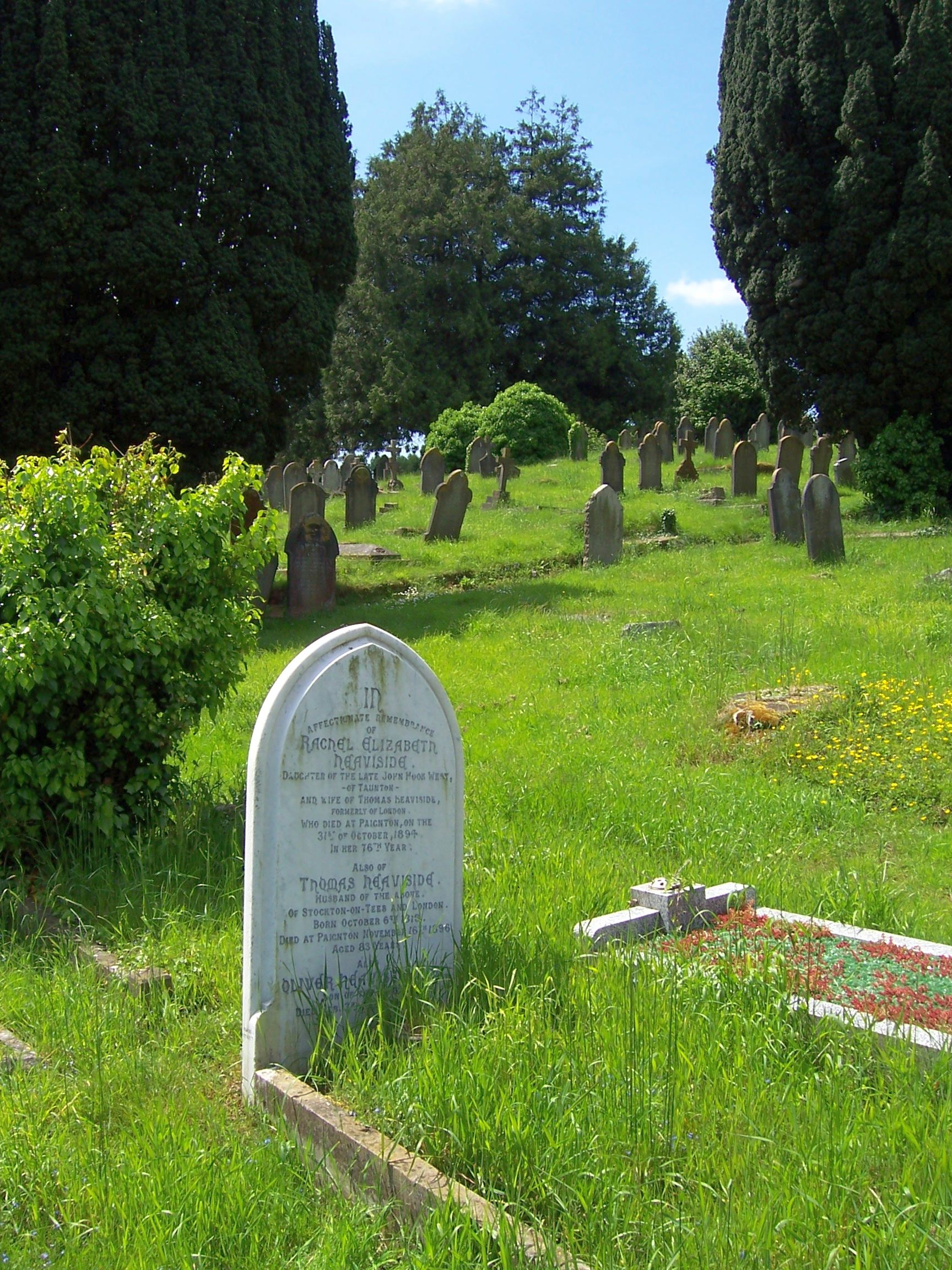
Tomba de Heaviside al cementiri de Paignton (Devonshire).